# William Thomas Stead

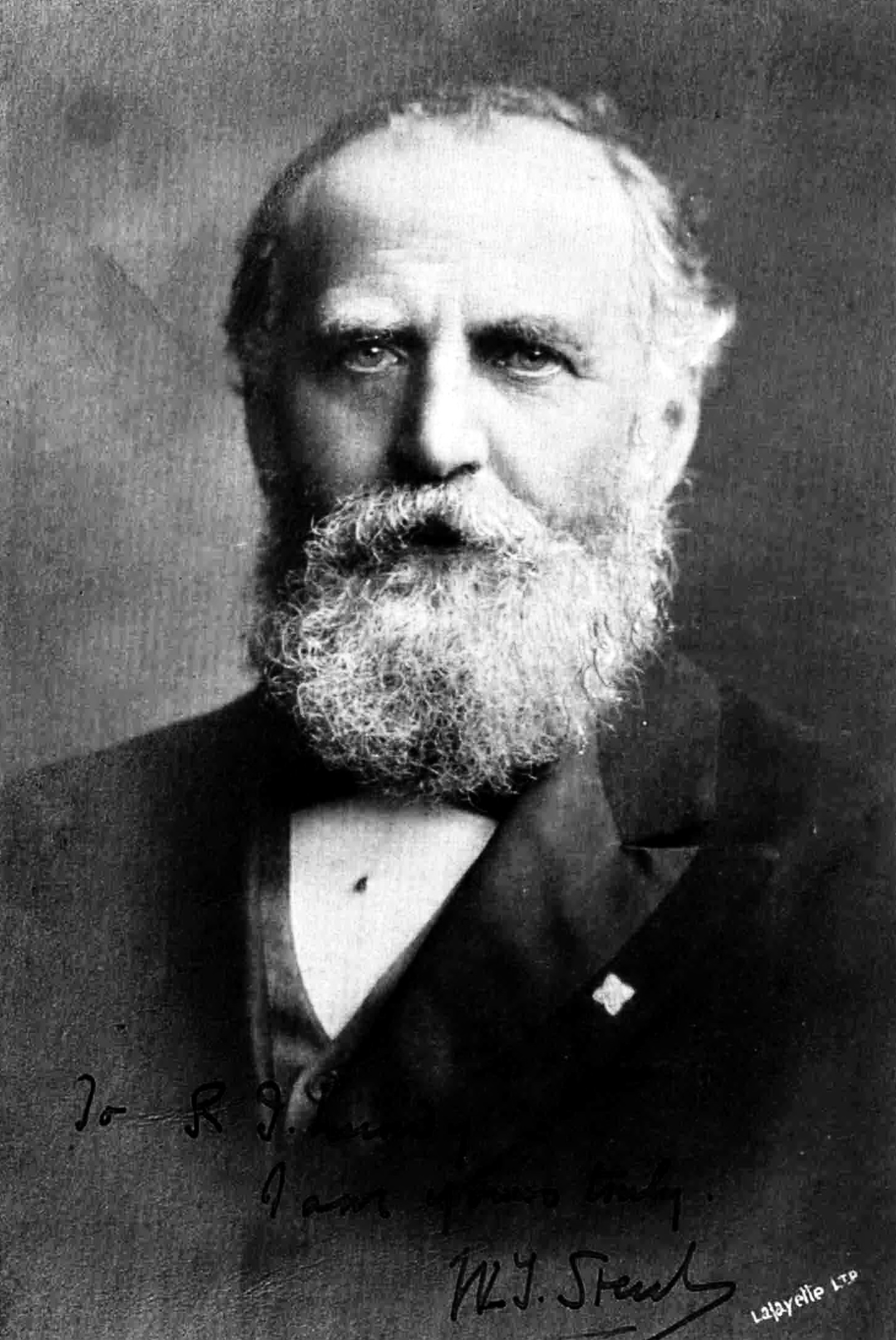
William Thomas Stead

William Thomas Stead (ur. 5 lipca 1849 we wsi Embleton, hrabstwo Northumberland, Wielka Brytania, zm. 15 kwietnia 1912) – angielski dziennikarz, pisarz Science Fiction, pacyfista i spirytysta. Znawca i popularyzator języka esperanto.
W 1871 roku rozpoczął karierę dziennikarską, zatrudniając się w gazecie Darlington Northern Echo. Od 1880 pracował w londyńskiej Pall Mall Gazette, tam również, pod opieką Johna Morleya (późniejszego parlamentarzysty), zdobywał pierwsze poważne szlify dziennikarskie. W 1885 zasłynął, stając na czele kampanii skierowanej przeciw dziecięcej prostytucji. Jego cykl artykułów, zatytułowany Maiden Tribute of Modern Babylon wywołał prawdziwą burzę w Londynie, sam autor zdobył sobie liczne grono zwolenników, jak i przeciwników. Ci ostatni zarzucali mu zwłaszcza wykorzystanie w przeprowadzonej przez niego prowokacji dziennikarskiej trzynastoletniej dziewczynki jako „wabika”.
W 1886 Stead rozpoczął prywatną kampanię skierowaną przeciw Charlesowi Dilke – wpływowemu reformatorskiemu politykowi zamieszanemu w skandal obyczajowy. Począwszy od roku 1890, został redaktorem naczelnym miesięcznika Review of Reviews; na jego łamach poruszał często tematykę problemów humanitarnych dotykających Londynu. Był gorącym zwolennikiem rozwoju nowego dziennikarstwa – prasy lekkiej (brukowej), jako przystępnego dla szerokich mas ludowych. Z tego powodu w 1887 starł się ostro, na łamach gazet Nineteenth Century oraz Contemporary Reviev, z poetą Matthew Arnoldem. W ciągu następnych lat poświęcił się głównie tworzeniu opowiadań fantastycznonaukowych (zawadzających często o spirytualizm), aktywnie brał również udział w komentowaniu wydarzeń zagranicznych. Bardzo agresywnie krytykował politykę prowadzoną w południowej Afryce przez Cecila Rhodesa, zdecydowanie wystąpił również przeciw brutalnym metodom stosowanym przez Wielką Brytanię w czasie wojen burskich.
William Thomas Stead pasjonował się spirytyzmem. W latach 1891–1892 opublikował w dwóch tomach relacje dotyczące zjawisk paranormalnych pt. Real ghost stories (Prawdziwe historie o duchach). Książka zawierała opisy rzekomych manifestacji duchów, a także przypadków jasnowidzenia i prekognicji. Stead współpracował też z brytyjskim Towarzystwem Badań Psychicznych, a w 1909 r. założył tzw. Biuro Julii, w którym organizowano seanse spirytystyczne.
W kwietniu 1912 roku, na zaproszenie Williama Tafta, William Stead wyruszył na pokładzie świeżo zwodowanego liniowca RMS Titanic w podróż do Nowego Jorku, gdzie miał wziąć udział w konferencji pokojowej, odbywającej się w Carnegie Hall. Wsiadając na pokład statku, uczynił nieco wbrew swoim własnym przeczuciom: w 1886 roku, w początkach swojej kariery pisarza science-fiction, napisał opowiadanie o ogromnym liniowcu, który tonie po zderzeniu z górą lodową. Kapitan literackiego statku nazywał się E.J.Smith, podobnie jak kapitan Titanica, Edward Smith, przyczyna śmierci większości pasażerów również była ta sama (brak szalup ratunkowych). W ciągu następnych lat Stead stworzył jeszcze kilka innych dzieł przedstawiających historię tonących okrętów, często również w swoich dziełach uśmiercał w ten sposób sam siebie.
14 kwietnia 1912, w chwili zderzenia Titanica z górą lodową William Stead najprawdopodobniej przebywał w palarni pierwszej klasy, umilając sobie czas lekturą. Z początku nie zdawał on sobie sprawy z zagrożenia, po jakimś czasie jednak, widząc rozwój sytuacji, postanowił szukać ratunku. Kilkoro świadków widziało go, jak tuż po północy pomagał kobietom wsiadać do łodzi ratunkowych. Ostatni raz widziano go prawdopodobnie ok. godziny drugiej w nocy, kiedy to, według zeznań Philipa Mocka, próbował, wspólnie z milionerem Johnem Jacobem Astorem opuścić statek na prowizorycznej tratwie.